# Экспонат из паноптикума
«Экспонат из паноптикума» — советский немой художественный драматический фильм режиссёра Георгия Стабового, снятый на Одесской кинофабрике ВУФКУ в 1929 году.
Премьера фильма состоялась в Киеве 29 ноября 1929 года. Фильм не сохранился.

## Сюжет
Фильм рассказывает о судьбе белоэмигранта, вернувшегося через 10 лет в Советскую Россию и с любовью встреченном своей семьёй, брошенной им в Одессе во время бегства. Но и в Советской России он продолжал жить интересами белой эмиграции. Всё вызывает в нём злобу и он превратил в кошмар жизнь жены, дочери-учительницы, сына-инженера. В результате возмущенная семья выгоняет злобного врага из своего дома.

## В ролях
- Алексей Харламов — Городинский, белоэмигрант, сотрудник музея
- Семен Свашенко — Городинский-младший, инженер
- Эвелина Швец — дочь Городинского
- Анна Мещерская — жена Городинского
- Иван Маликов-Эльворти — зять Городинского
- Карл Томский — часовщик

## Съёмочная группа
- Режиссёр — Георгий Стабовой
- Сценаристы — Константин Кошевский, Соломон Лазурин
- Оператор — Борис Завелев
- Художник — Владимир Мюллер